# Блиньи-сюр-Уш (кантон)
Блиньи-сюр-Уш (фр. Bligny-sur-Ouche) — кантон во Франции, находится в регионе Бургундия. Департамент кантона — Кот-д’Ор. Входит в состав округа Бон. Население кантона на 2006 год составляло 2750 человек.
Код INSEE кантона — 2107. Всего в кантон Блиньи-сюр-Уш входят 22 коммуны, из них главной коммуной является Блиньи-сюр-Уш.

## Коммуны кантона
- Антёй — население 66 чел.
- Обен — население 81 чел.
- Оксан — население 53 чел.
- Бессе-ан-Шом — население 95 чел.
- Бессе-ла-Кур — население 75 чел.
- Блиньи-сюр-Уш — население 814 чел.
- Шодене-ла-Виль — население 32 чел.
- Шодене-ле-Шато — население 42 чел.
- Коломбье — население 55 чел.
- Крюже — население 177 чел.
- Кюсси-ла-Колон — население 52 чел.
- Экютиньи — население 95 чел.
- Ла-Бюсьер-сюр-Уш — население 163 чел.
- Люзиньи-сюр-Уш — население 78 чел.
- Монсо-э-Эшарнан — население 139 чел.
- Пенблан — население 153 чел.
- Соссе — население 83 чел.
- Томире — население 56 чел.
- Торе-сюр-Уш — население 143 чел.
- Вейи — население 49 чел.
- Вёве-сюр-Уш — население 155 чел.
- Вик-де-Пре — население 94 чел.